# Deltaville (Virginia)
Deltaville es un lugar designado por el censo situado en el condado de Middlesex, Virginia  (Estados Unidos). Según el censo de 2010 tenía una población de 1.119 habitantes.

## Demografía
Según el censo de 2010, Deltaville tenía una población en la que el 95,9% eran blancos; el 2,1% afroamericanos; el 0,7% eran indios americanos y nativos de Alaska; el 0,4% eran asiáticos; el 0,0% hawaianos y otros isleños del Pacífico; el 0,2% de otra raza, y el 0,7% a partir de dos o más razas. El 1,2% del total de la población eran hispanos o latinos de cualquier raza.